# 1941 en cyclisme
| Années du cyclisme : 1938 - 1939 - 1940 - 1941 - 1942 - 1943 - 1944    |
| Décennies du cyclisme : 1910 - 1920 - 1930 - 1940 - 1950 - 1960 - 1970 |

Les faits marquants de l'année 1941 en cyclisme.

## Mars
- 9 mars : l'Italien Pietro Chiappini gagne Milan-Turin.
- 19 mars : Pierino Favalli remporte Milan-San Remo.
- 30 mars : Benoît Faure gagne le Critérium national de la route de la zone non-occupée[1].

## Avril
- 6 avril : Yvan Marie gagne le Critérium national de la route de la zone occupée[1].
- 6 avril : l'italien Fausto Coppi gagne le Tour de Toscane , il se débarrasse de ses compagnons d' échappée , augmente son avance dans le col de Saltino sous la pluie battante et arrive à Florence le fief de son compatriote Gino Bartali 3 minutes et 15 secondes avant ce dernier. C'est sa première victoire durant une classique.
- 14 avril : Jules Rossi remporte, « ersatz de Paris-Roubaix »[1],[2].
- 14 avril : l'Espagnol José Lahoz gagne le Grand Prix de Pâques.
- 20 avril : l'Italien Fausto Coppi gagne le Tour de Vénétie , alors qu'il était échappé en compagnie de son compatriote Cino Cinelli plus rapide que lui au sprint, Coppi place un démarrage à 3 KM de l'arrivée et gagne avec une centaine de mètres d'avance.
- 20 avril : l'Espagnol Pedro Zugasti gagne la Subida a Arrate.
- 27 avril : l'Italien Fermo Camellini gagne la Course de côte du Mont Chauve.
- 27 avril : l'Espagnol Delio Rodriguez gagne la première édition de la Subida al Naranco.
- 27 avril : le Belge Karel Kaers gagne le Circuit des Régions Flamandes.

## Mai
- 1er mai : le Belge Odiel Van Der Meerschaut gagne le Grand Prix Hoboken.
- 4 mai le Belge Achiel Buysse gagne le Tour des Flandres pour la deuxième fois d'affilée.
- 4 mai : l'Italien Adolfo Leoni gagne le Tour du Latium. Comme cette année le Tour du Latium a été désigné championnat d'Italie sur route, Adolfo Leoni devient champion d'Italie sur route.
- 4 mai le Français René Vietto gagne le Grand prix de Fréjus.
- 11 mai : Paul Maye gagne au sprint Paris-Tours[3].
- 11 mai : l'Italien Luciano Succi gagne le Trophée Moschini.
- 15 mai : le Belge Gorgon Hermans gagne la première édition du Circuit du Limbourg. L'épreuve ne reprendra qu'en 1948.
- 18 mai : le Français Bruno Carini gagne le Grand Prix de Cannes.
- 22 mai : Paul Maye s'impose au Circuit de Paris, à nouveau au sprint[4].

## Juin
- 8 juin : le Belge Albert Dubuisson gagne le Tour du Limbourg.
- 12 juin : départ de la troisième édition du Tour d'Espagne.
- 15 juin : au circuit de Montlhéry, le championnat de France sur route se dispute en l'absence des coureurs de la zone non occupée. Albert Goutal s'impose, dans un peloton de neuf coureurs[5].
- 18 juin : le Suisse Walter Diggelman gagne le Championnat de Zurich.
- 22 juin : l'Italien Aldo Bini gagne le Tour du Piémont pour la troisième fois. L'épreuve ne reprendra qu'en 1945.
- 29 juin : l'Italien Giovanni Bisio gagne Milan-Modène.
- 29 juin : le Suisse Karl Litschi redevient champion de Suisse sur route.
- 29 juin : un championnat de France de la zone non occupé est organisé à Alès. Treize coureurs terminent la course, gagnée par René Vietto[5].

## Juillet
- 6 juillet : Julián Berrendero remporte le Tour d'Espagne.
- 7 juillet : Louis Gérardin devance Arie van Vliet au Grand Prix de vitesse de Paris[6].
- 13 juillet : le Belge Sylvain Grysolle gagne la Flèche wallonne.
- 13 juillet : l'Espagnol Francisco Andres redevient champion d'Espagne sur route.
- 15 juillet : le Belge André Defoort devient champion de Belgique sur route.
- 27 juillet : l'Espagnol Martin Mancisidor gagne le Grand Prix de Villafranca.
- 27 juillet : l'Italien Olimpio Bizzi gagne le Tour de Campanie.

## Août
- 10 août : l'Italien Fausto Coppi gagne le Tour d'Émilie, il s'échappe avec son compatriote Enrico Mollo dans la montée de Pavullo , avant d'entrer sur le vélodrome de Bologne Coppi prend cent mètres d'avance qu'il garde jusqu'à la ligne d'arrivée.
- 10 août : le Français Maurice de Muer gagne le Grand prix de Fourmies. L'épreuve ne sera pas disputée en 1942 et reprendra en 1943.
- 10 août : le Néerlandais Louis Motké conserve son titre de champion des Pays-Bas sur route.
- 11 août : au parc des Princes, Louis Aimar devient le premier champion de France de poursuite en battant en finale Émile Idée[7].
- 12 août : le Suisse Josef Wagner gagne le Tour de Suisse.
- 19 août : le Belge Georges Claes gagne le Grand Prix de Zottegem.
- 22 août : pour remplacer Bordeaux-Paris, L'Auto organise au vélodrome du parc des Princes un « derby de Paris », une course de 150 km derrière cyclomoteur remportée par Fernand Mithouard[8].
- 24 août : le Belge Stan Ockers gagne le Grand Prix de l'Escaut.
- 24 août : le Français Claude Govaert gagne le Circuit de l'Indre.
- 31 août : l'Italien Fausto Coppi gagne les 3 Vallées Varésines , il a forgé sa victoire en solitaire en s'échappant dans la côte de Viggiu.

## Septembre
- 7 septembre : le Grand Prix des Nations de zone non occupée est disputé entre Toulouse et Condom. Il est remporté par Jules Rossi. Le jeune Suisse Ferdi Kübler, âgé de 22 ans, se classe troisième[9].
- 12 septembre : le Belge Odiel Van Der Meerschaut gagne la première édition du Circuit des Ardennes Flamandes. L'épreuve ne reprendra qu'en 1944.
- 14 septembre : le Grand Prix des Nations de zone occupée est disputé autour de Paris. Il est remporté par Louis Aimar[9]. Il est à noter que jules Rossi Vainqueur du Grand Prix des Nations en Zone libre termine quatrième de cette épreuve.
- 14 septembre : l'Espagnol Francisco Andres Sancho gagne le Tour de Catalogne.
- 19 septembre : le Belge Albéric Schotte gagne le Championnat des Flandres.
- 20 septembre : le Luxembourgeois Christophe Didier gagne le Tour de Luxembourg.
- 21 septembre : le Français Jean Marie Goasmat gagne la Polymulitpliée.
- 21 septembre : l'Italien Ugo Mancinelli gagne le Tour d'Ombrie. L'épreuve ne reprendra qu'en 1947.
- 28 septembre : l'Italien Severino Canavesi gagne le Trophée Bernocchi.
- 28 septembre : l'Italien Michele Motta gagne la première édition du Trophée Baracchi.
- 28 septembre : le Suisse Ferdi Kubler gagne "A travers Lausanne" pour la deuxième année d'affilée.
- 29 septembre : le vainqueur du Tour de Majorque est contesté, c'est pourquoi l'Espagnol Delio Rodriguez voit son nom disparaitre au bénéfice de son compatriote José Campana, son second an classement général, au palmarès de l'épreuve.

## Octobre
- 19 octobre : l'Italien Mario Ricci gagne le Tour de Lombardie.

## Novembre
10 octobre : la paire italienne Fausto Coppi-Mario Ricci gagne le Tour de la province de Milan disputé contre la montre par équipes de deux

## Décembre
6 décembre : l'Espagnol Fernando Murcia gagne le Trophée Masferrer.
Cette année le championnat d'Allemagne sur route se dispute aux points sur plusieurs épreuves, l'Allemand Erich Bautz redevient champion d'Allemagne sur route. (MERCI DE RENSEIGNER SUR LE NOM DES EPREUVES ET LEURS DATES) L'épreuve ne reprendra qu'en 1947.

## Principales naissances
- 10 mars : Martin Van Den Bossche, cycliste belge.
- 15 mars : Klaus Kobusch, coureur cycliste allemand († 12 mars 2025).

## Principaux décès
- 18 mars : Henri Cornet, cycliste français. (° 4 août 1884).